# ادوارد جی. کی
ادوارد جی. کی (انگلیسی: Edward J. Kay؛ ۲۷ نوامبر ۱۸۹۸ – ۲۲ دسامبر ۱۹۷۳) یک آهنگ‌ساز اهل ایالات متحده آمریکا بود. 

## فیلم‌شناسی
- کپی
- قانون جنگل
- ترس
- خشونت
- شکارچیان گرگ